# ルドルフ・ランゲ
ルドルフ・ランゲ（Rudolf Lange, 1910年4月18日 - 1945年2月23日）は、ナチス・ドイツ親衛隊 (SS) の隊員。博士号を持つ。親衛隊での最終階級は親衛隊大佐 (SS-Standartenführer)。
第二次世界大戦中、アインザッツグルッペンの指揮官となり、リガを中心にラトビアで大虐殺をおこなった。ラインハルト作戦を策定したヴァンゼー会議の出席者の一人としても知られる。

## 略歴
プロイセン王国領シレジアのヴァイスヴァッサー出身。法律を勉強した後、シュタスフルトやニュルンベルクの裁判所で事務員として働いた。この間、労使関係に関する論文を書いてイェーナ大学から博士号を授与される。
1933年にプロイセン州警察ゲシュタポ局に招かれた。またこの年にナチス党の突撃隊 (SA) に参加。1936年10月11日にはSSに入隊。さらに1937年11月15日にナチス党に正式入党した。アンシュルス（オーストリア併合）後の1938年から1939年にかけてはウィーンのゲシュタポ本部に勤務する。その後、シュトゥットガルト、 ヴァイマル、エルフルト、カッセルなどのゲシュタポに勤務した。
1941年にアインザッツグルッペンA隷下のアインザッツコマンド2の隊長に任じられた。彼の指揮下のアインザッツコマンド2隊はラトビアを中心としてバルト海地域に展開し、1941年12月までに6万人を虐殺している。またランゲは彼の部隊が展開していたラトビアやリガの保安警察及びSD司令官にも任じられている。特にリガ郊外が激しい殺戮の場となり、3万5,000人がここで殺されている。
ランゲの大量殺戮の成果は「ユダヤ人問題の最終的解決」の全権を委託されている国家保安本部長官ラインハルト・ハイドリヒからも高く評価された。1942年1月にはハイドリヒが主宰したヴァンゼー会議（ヨーロッパのユダヤ人絶滅計画「ラインハルト作戦」を決定した会議）に招かれた。
その後も1945年までリガの保安警察とSDの司令官に在職した。1945年1月にヴァルテラント帝国大管区の保安警察及びSD司令官に転じる。ポーゼンの防衛戦に参加して、2月6日に騎士鉄十字章に次ぐ武功勲章ドイツ十字章金章を受章した。しかしすでに戦争の大勢は決していた。1945年2月23日、敵の手に落ちる前に自決した。

## 文献
- （ドイツ語） Patzwall, Klaus D. and Scherzer, Veit. Das Deutsche Kreuz 1941 - 1945 Geschichte und Inhaber Band II. Norderstedt, Germany: Verlag Klaus D. Patzwall, 2001. ISBN 3-931533-45-X.
- （ドイツ語） Peter Klein: Dr. Rudolf Lange als Kommandant der Sicherheitspolizei und des SD in Lettland. Aspekte seines Dienstalltags, in Wolf Kaiser (Hrsg.): Täter im Vernichtungskrieg. Der Überfall auf die Sowjetunion und der Völkermord an den Juden. Propyläen-Verlag, 2002, ISBN 3-549-07161-2
- Schneider, Gertrude, Journey into terror: story of the Riga Ghetto, Westport, Conn. : Praeger, 2001 ISBN 0275970507